# لوت چارترز
لوت چارترز (به انگلیسی: LOT Charters) یک شرکت هواپیمایی است. دفتر مرکزی لوت چارترز در ورشو، لهستان واقع شده‌است.